# Onciale 0226
- Papyrus
- Onciale
- Minuscules
- Lectionnaire

Le Codex 0226 (dans la numérotation Gregory-Aland), est un manuscrit du Nouveau Testament sur parchemin écrit en écriture grecque onciale.

## Description
Le codex se compose d'une folio. Il est écrit en deux colonnes par page, de 25 lignes par colonne. Les dimensions du manuscrit sont 17 x 12 cm,. Les paléographes datent ce manuscrit du Ve siècle.
C'est un manuscrit contenant le texte de Première épître aux Thessaloniciens (4,16-5,5).
Le texte du codex représenté type mixte. Kurt Aland le classe en Catégorie III. 
Le manuscrit a été examiné par Peter Sanz, Guglielmo Cavallo et Stanley W. Porter.
Lieu de conservation
Il est conservé au Bibliothèque nationale autrichienne (Pap. G. 31489) à Vienne. Place actuelle du logement est inconnue
Bibliothèque nationale autrichienne (Pap. G. 31489) à Vienne,.